# Peter Niemeyer
Peter Niemeyer (Mettingen, 22 november 1983) is een voormalig Duits betaald voetballer die bij voorkeur op het middenveld speelde, maar ook ervaring had als verdediger.
In 2006 speelde hij zes wedstrijden voor Duitsland -21. Hij tekende in augustus 2015 een contract tot medio 2018 bij SV Darmstadt 98, dat hem overnam van Hertha BSC. Na het uitdienen van dit contract en een tussenjaar werd hij in 2019 jeugdcoördinator bij FC Twente waarna hij het seizoen erop technisch directeur werd bij Preussen Münster.
Niemeyer werd geboren in Duitsland, maar werd op zijn vijftiende opgenomen in de jeugdopleiding van het Nederlandse FC Twente. Hij speelde eerder in zijn geboorteland in de jeugd van Teuto Riesenbeck en die van Borussia Emsdetten. Op 26 april 2003 maakte Niemeyer in het shirt van FC Twente zijn debuut in het betaald voetbal, in een met 1-0 gewonnen thuiswedstrijd tegen Excelsior. Daarin viel hij in de 85e minuut in voor Björn van der Doelen.
Niemeyers contract bij de club uit Enschede zou in de zomer van 2007 aflopen, maar Werder Bremen betaalde halverwege het voetbalseizoen 2006/2007 naar verluidt 500.000 euro om hem per direct over te nemen.
Op 26 mei 2019 werd bekend dat Niemeyer met ingang van het seizoen 2019/2020 assistent-trainer wordt van FC Twente na het seizoen 2019/2020 werd bekend dat hij sportief directeur bij SC Preußen Münster is geworden.

## Clubstatistieken
| seizoen   | club            | land               | competitie    | duels | goals |
| --------- | --------------- | ------------------ | ------------- | ----- | ----- |
| 2002/2003 | FC Twente       | Vlag van Nederland | Eredivisie    | 3     | 0     |
| 2003/2004 | FC Twente       | Vlag van Nederland | Eredivisie    | 31    | 1     |
| 2004/2005 | FC Twente       | Vlag van Nederland | Eredivisie    | 27    | 1     |
| 2005/2006 | FC Twente       | Vlag van Nederland | Eredivisie    | 30    | 2     |
| 2006/2007 | FC Twente       | Vlag van Nederland | Eredivisie    | 15    | 0     |
| 2006/2007 | Werder Bremen   | Vlag van Duitsland | Bundesliga    | 3     | 0     |
| 2007/2008 | Werder Bremen   | Vlag van Duitsland | Bundesliga    | 3     | 1     |
| 2008/2009 | Werder Bremen   | Vlag van Duitsland | Bundesliga    | 15    | 0     |
| 2009/2010 | Werder Bremen   | Vlag van Duitsland | Bundesliga    | 11    | 1     |
| 2010/2011 | → Hertha BSC    | Vlag van Duitsland | 2. Bundesliga | 28    | 3     |
| 2011/2012 | Hertha BSC      | Vlag van Duitsland | Bundesliga    | 31    | 3     |
| 2012/2013 | Hertha BSC      | Vlag van Duitsland | 2. Bundesliga | 25    | 2     |
| 2013/2014 | Hertha BSC      | Vlag van Duitsland | Bundesliga    | 20    | 0     |
| 2014/2015 | Hertha BSC      | Vlag van Duitsland | Bundesliga    | 17    | 1     |
| 2015/2016 | SV Darmstadt 98 | Vlag van Duitsland | Bundesliga    | 31    | 2     |
| 2016/2017 | SV Darmstadt 98 | Vlag van Duitsland | Bundesliga    | 15    | 0     |
| 2017/2018 | SV Darmstadt 98 | Vlag van Duitsland | 2. Bundesliga | 4     | 0     |
| 2018/2019 | SV Darmstadt 98 | Vlag van Duitsland | 2. Bundesliga | 0     | 0     |

## Erelijst
Hertha BSC
- 2. Bundesliga

2011, 2013